# Beram Kayal

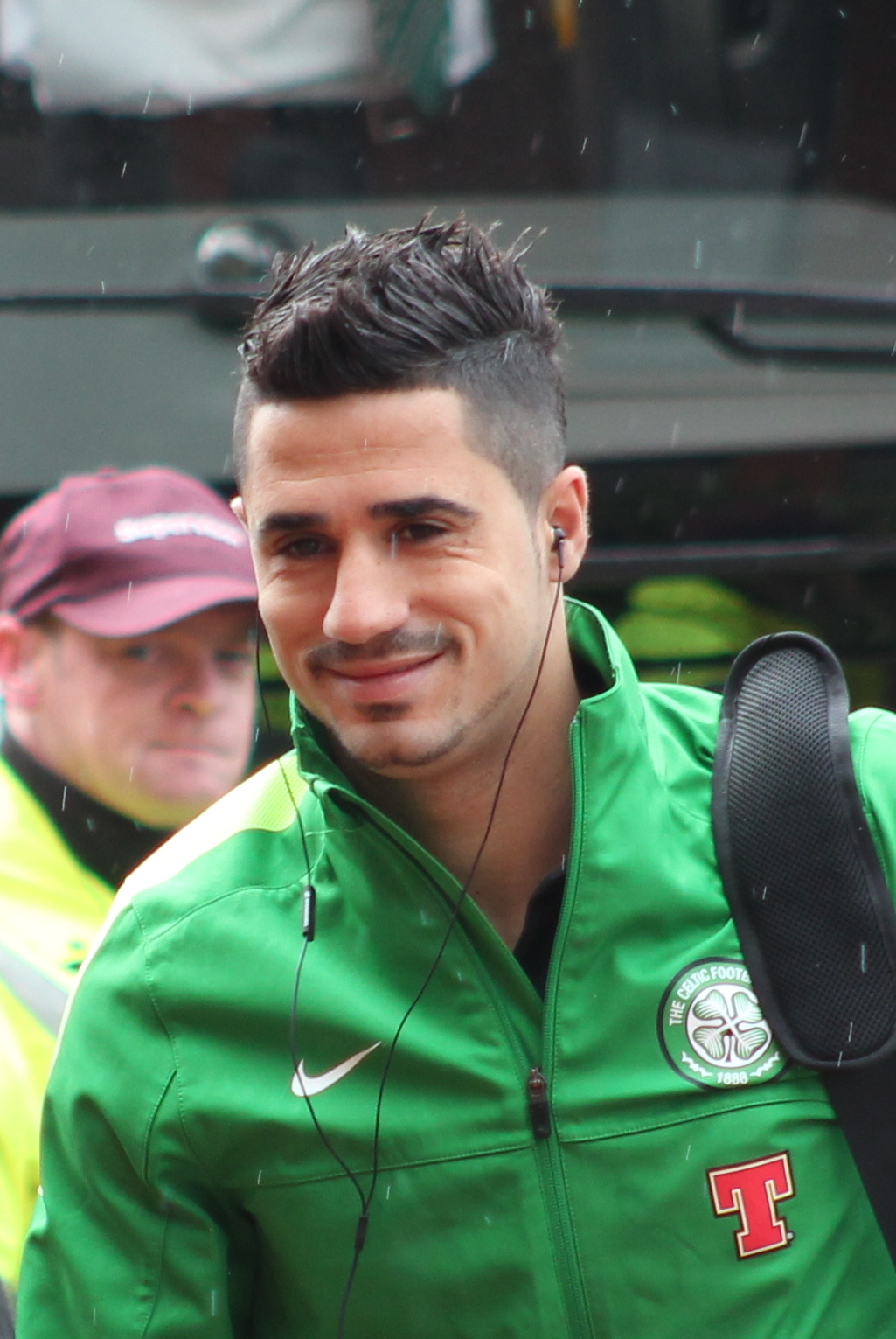
Beram Kayal (2013)

Beram Kayal (uváděný i jako Biram Kayal; hebrejsky בירם כיאל; narozen 2. května 1988, Džudejda-Makr, Izrael) je izraelský fotbalový záložník a reprezentant, od roku 2015 hráč anglického klubu Brighton & Hove Albion FC.

## Klubová kariéra
- Makabi Haifa (mládež)
- Makabi Haifa 2006–2010
- Celtic FC 2010–2015
- Brighton & Hove Albion FC 2015–[2]

## Reprezentační kariéra
Kayal reprezentoval Izrael v mládežnických kategoriích včetně U21.
V A-mužstvu Izraele debutoval 6. 9. 2008 v kvalifikačním zápase v Ramat Ganu proti reprezentaci Švýcarska (remíza 2:2).